# Schronisko Puste
Schronisko Puste – schronisko w Przydrożnej Skale we wsi Kobylany, w gminie Zabierzów, w powiecie krakowskim, w województwie małopolskim. Skały ta znajdują się w wylocie Doliny Kobylańskiej, w jej orograficznie lewym zboczu. Pod względem geograficznym jest to obszar Wyżyny Olkuskiej wchodzący w skład Wyżyny Krakowsko-Częstochowskiej.
Schronisko znajduje się u podstawy Skały Przydrożnej nr 1. Ma bardzo duży otwór o południowo-wschodniej strony ekspozycji, płaskie dno i zaokrąglone ściany. Jest suche, w całości oświetlone rozproszonym światłem słonecznym. Brak nacieków, a na dnie znajduje się gleba, gruz i śmieci. Na ścianach schroniska przy otworze rozwijają się glony, mchy, porosty, paprocie (zanokcica murowa), a na ziemi pokrzywy i krzewy – bez czarny i jeżyny.
Schronisko powstało w wapieniach z okresu jury późnej i jest pochodzenia krasowego. 

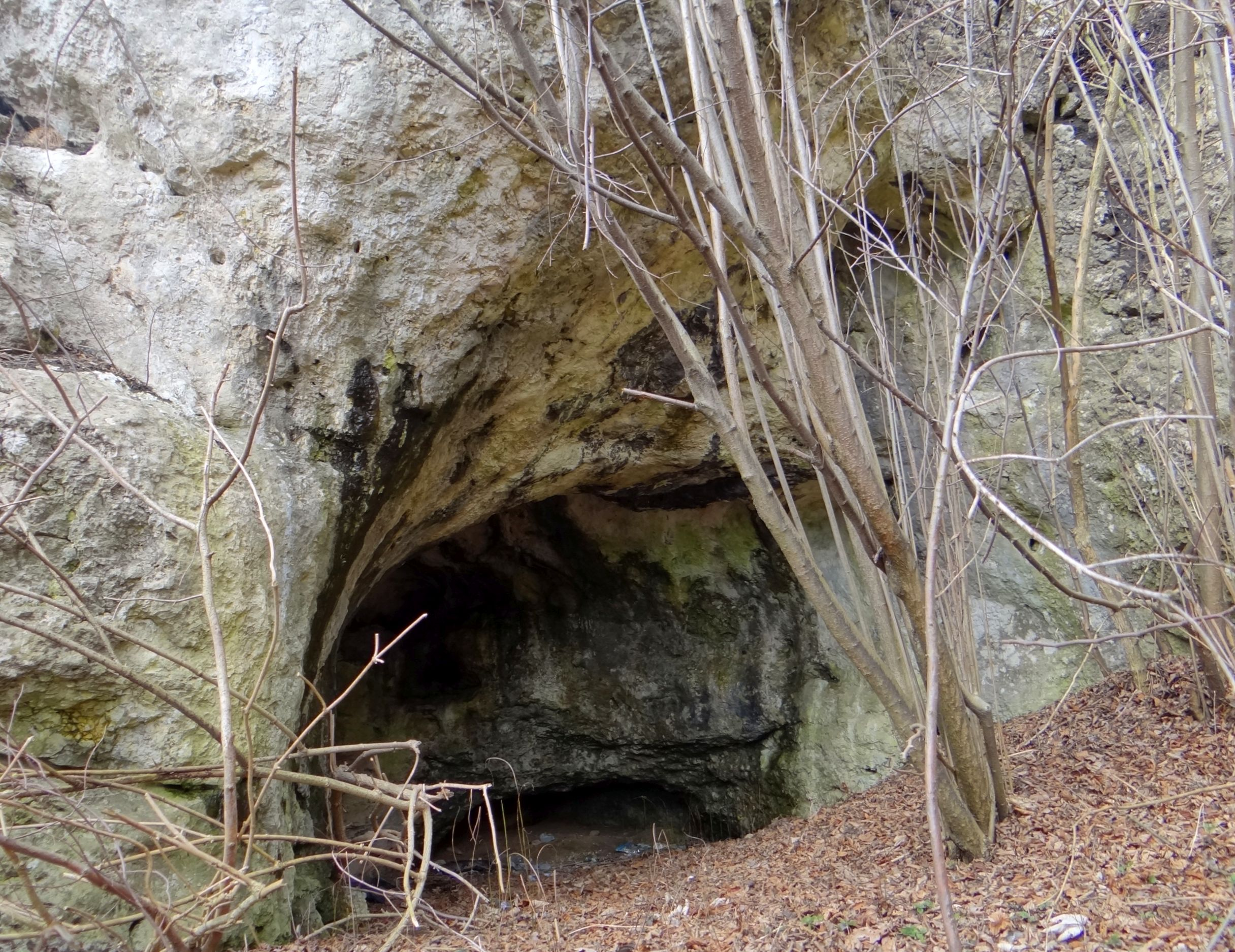
Otwór
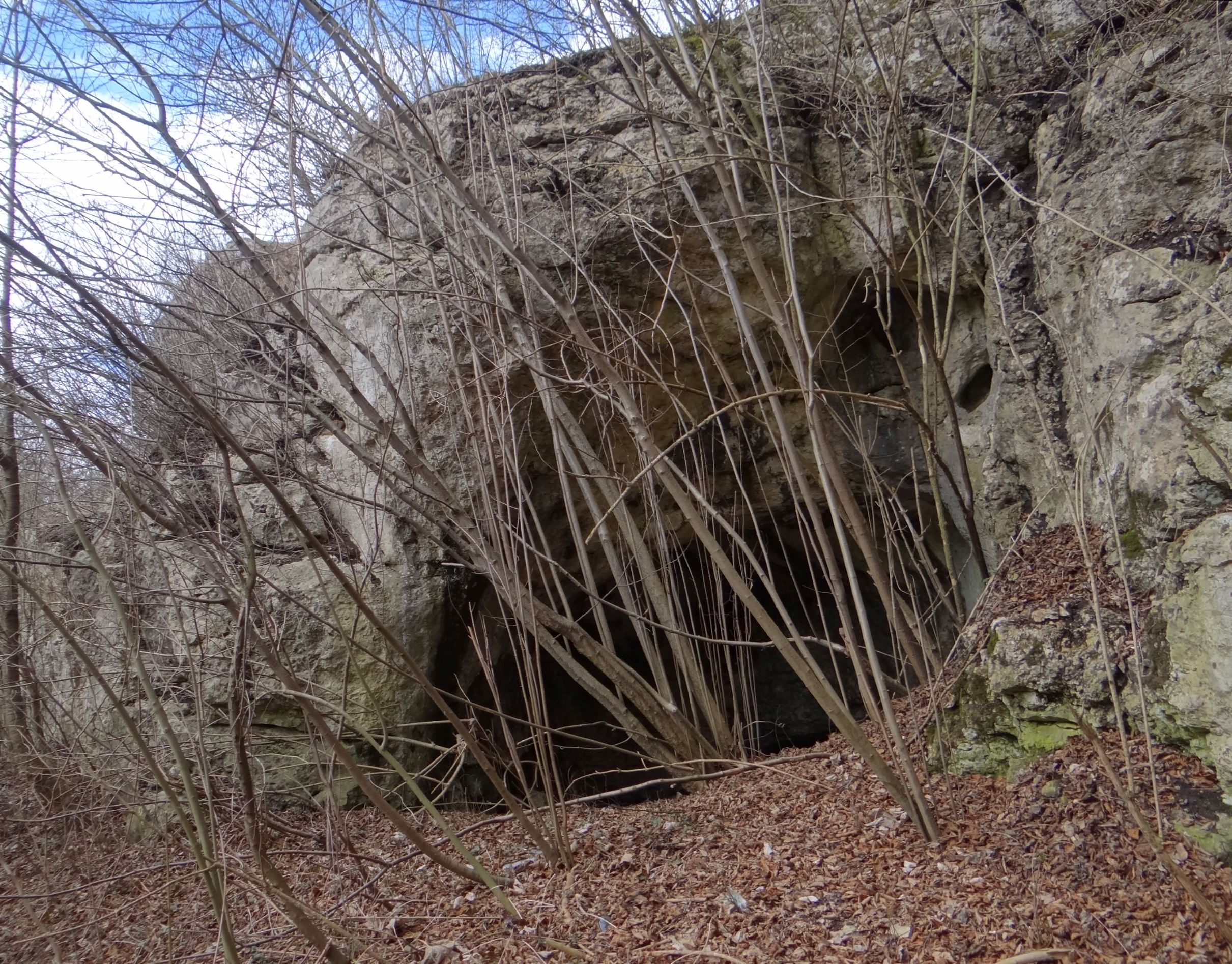
Otwórz
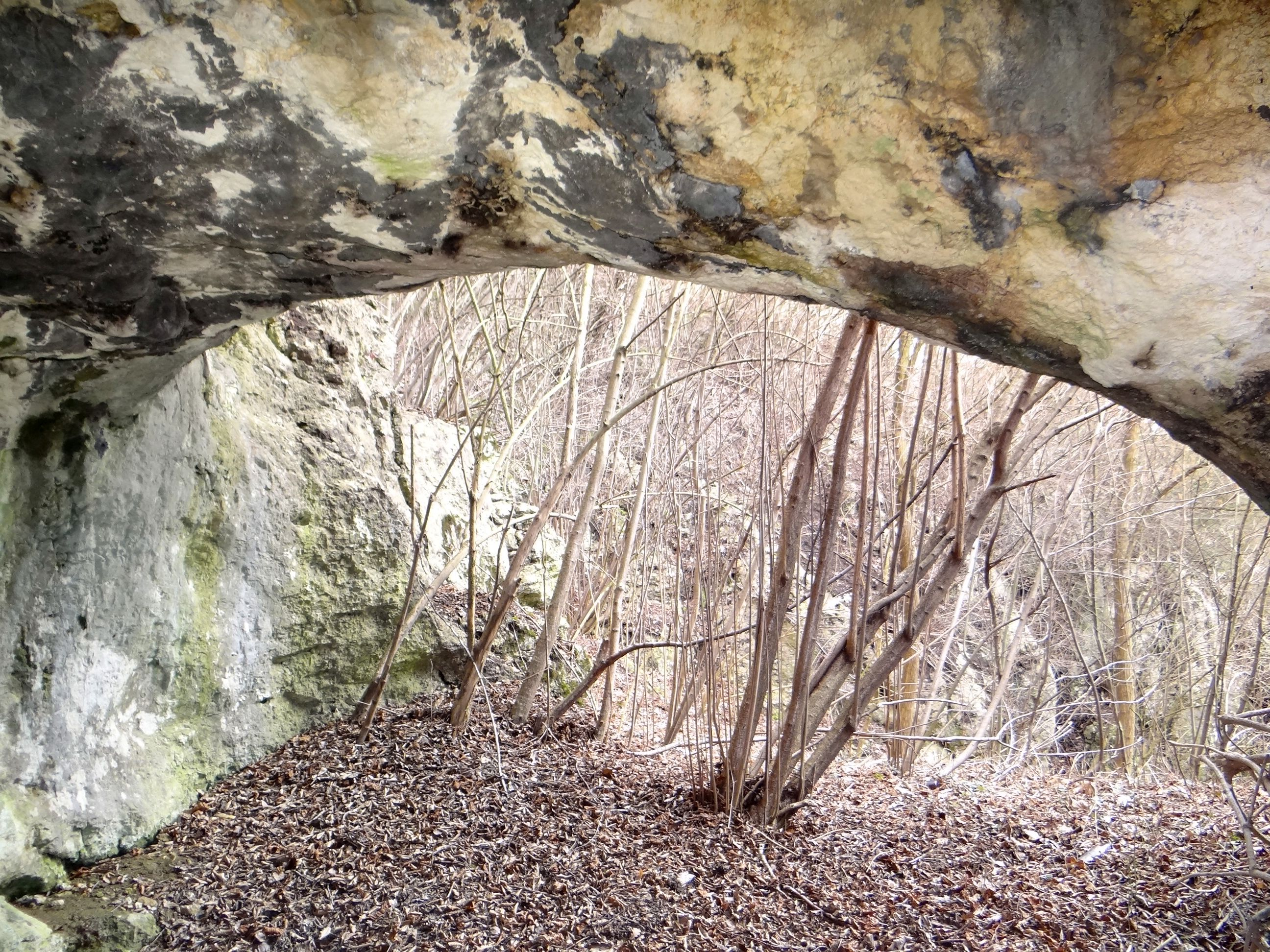
Widok ze schroniska
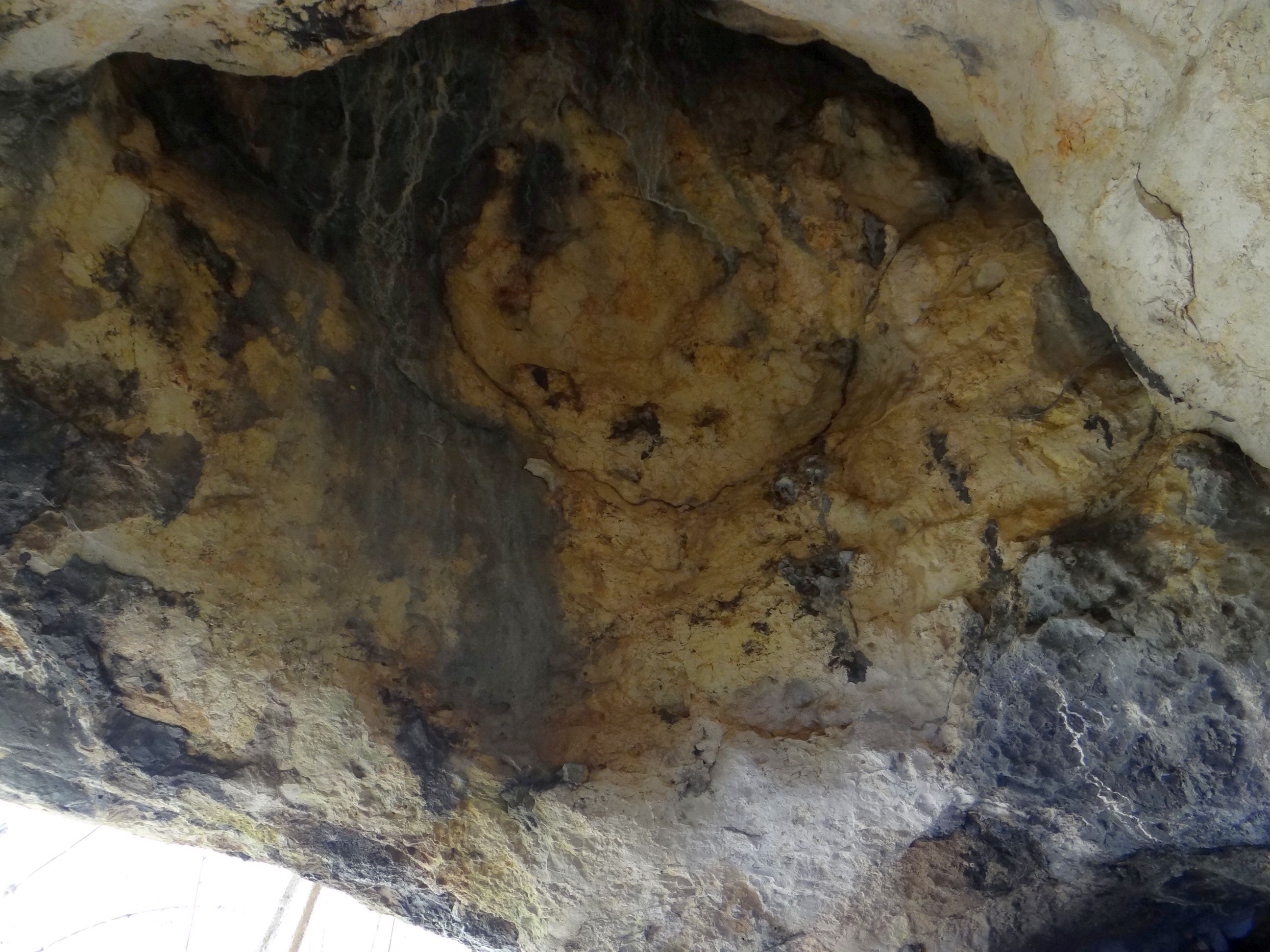
Ściany i strop

## Historia badań i dokumentacji
Schronisko znane było od dawna. W 1879 roku jego namulisko rozkopał archeolog Gotfryd Ossowski, nie znalazł jednak żadnych artefaktów. Pierwszą dokumentację schroniska sporządził Kazimierz Kowalski w 1951 r. Podawał, że w schronisku wybudowany był dom. Od dawna domku tego już nie ma, zaś namulisko, które dawniej było pochyłe, zostało wybrane i wyrównane. Aktualną dokumentację i plan schroniska sporządził J. Nowak w grudniu 2003 roku.